# 金醞
金醞（1429年—？），字大用，河南開封府歸德州夏邑縣人，明朝政治人物。同進士出身。

## 生平
景泰七年（1456年）舉丙子科河南鄉試第三名。天順元年（1457年）中式丁丑科會試第二百二十七名，殿試登進士第三甲第十五名。官至雲南按察使司右參政，致仕卒。

## 家族
曾祖父金亮。祖父金熙。父亲金禮，曾任教諭。